# Домський собор (Таллінн)

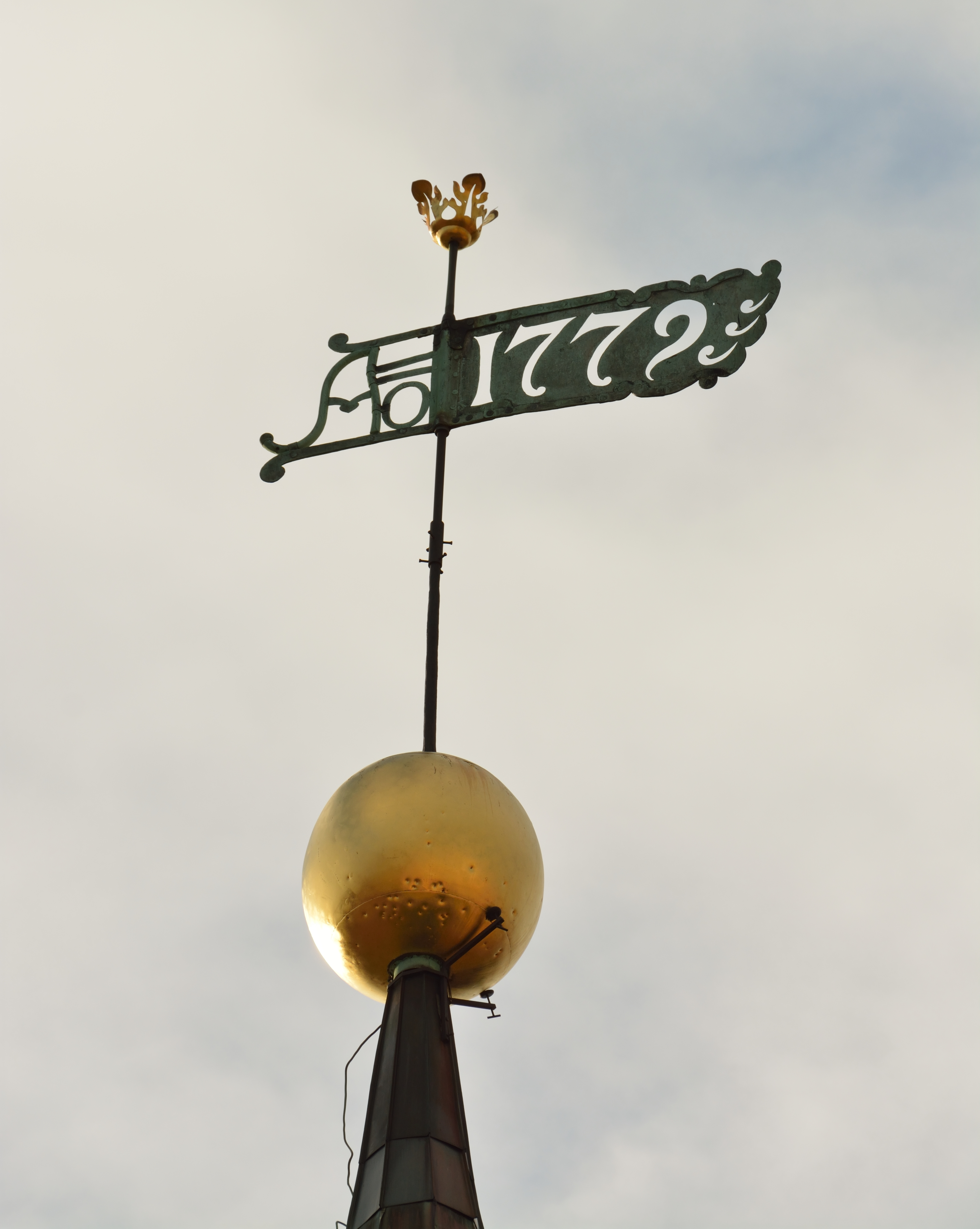

Домський собор — лютеранський Кафедральний собор, розташований у Старому місті Таллінна. Присвячений Святій Діві Марії (ест. Püha Neitsi Maarja).
Домський собор є одним з найстаріших храмів Таллінна. Сьогоднішній вигляд він отримав після численних перебудов. Раніше на цьому місці знаходилася дерев'яна церква, згідно з припущенням істориків, вона була побудована в 1219 р.
Башта собору відноситься до епохи бароко, а його каплиці-прибудови — до пізніших архітектурних стилів. Всередині храму знаходяться поховання XIII—XVIII століть, а також різні дворянські герби і епітафії, присвячені відомим людям того часу і пов'язані з XII—XX століттями.

## Історія
Церква закладена на початку XIII століття і освячена в 1240 році як кафедральний собор Північної Естонії. У другій половині XIII століття вперше зробили реконструкцію. У XIV столітті будівля перебудували в базиліку. На початку XV століття остаточно завершили перекриття нефів. У 1684 році під час пожежі втратили велику частину декору будівлі, а також башту над південним нефом. У 1778—1779 роках за проектом архітектора К. Л. Гейста у стилі бароко побудували західну вежу. У 1878 році в соборі встановили сучасний орган, створений у Берліні майстром Ф. Ладегастом.

## Архітектура
Основна структура сучасної будівлі має три нефи, з яких центральний має продовження у вигляді вівтарної частини. Із західного боку над центральним нефом знаходиться церковна вежа, що виконує функцію дзвіниці. Крім цього до основного корпусу є декілька разноперіодних прибудов.

## Інтер'єр

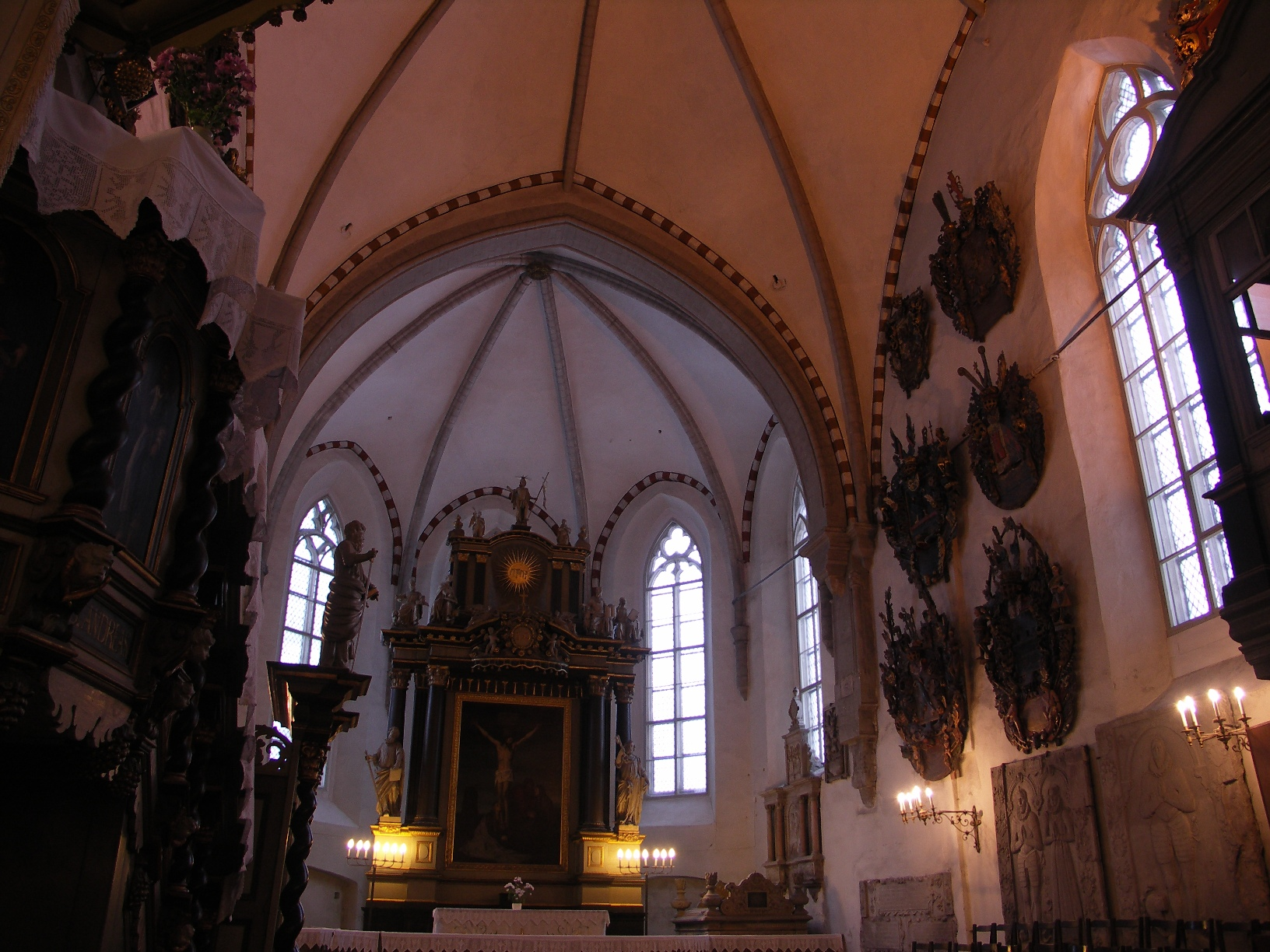
Вигляд всередині

Всередині будівлі є:
- кафедра (1686 р.) К. Аккерман, яку тримає дерев'яна скульптура Мойсея з 10 заповідями;
- аба-вуа (1730 р.);
- вівтар (1696 рік) виготовив К. Аккерман за кресленнями Нікодемуса Тессина — молодшого;
- вівтарне полотно (1866 рік) німецький живописець Едуард Гебхардт;
- група тріумфальної арки з розп'яттям Христа;
- ложа сім'ї Паткуль в класичному стилі (початок XVIII століття, навпроти кафедри),
- ложа в стилі бароко сім'ї Мантейффель (XVII століття, розташована в південному нефі),
- орган 1878 р. майстра Ладегаста, доповнений у 1913 р. в майстерні Зауера (Франкфурт на Одрі), реставрований у 1998. Мануальний. Має унікальне звучання.
- Обеліск Ф. фон Тізенхаузена (1806 рік. Розташований в хорі ліворуч від вівтаря, майстер Демут-Малиновський),
- Поховання Крузенштерна з дружиною Юлією фон Таубе (північний неф) автор Екснер,
- Самуеля Греіга (північний неф) каррарський мармур, автор Джакомо Кваренгі,
- Понтуса де ла Гарді з дружиною (в хорі, праворуч від вівтаря) автор О. Пассер та ін.
- надгробна плита цеху м'ясників Домської гільдії (під органом);
- 1766 надгробна плита цеху шевців Домської гільдії (під органом);
- 1370 найстаріша надгробна плита Вольдемара Сорсевера в північному нефі;
- 107 гербових епітафій, переважно в стилі бароко.
- вівтар Св. Діви Марії;
- зображення Христа-дарувальника («Іди до мене»)

## Поховання
У соборі поховані:
| Похований          | Дата                 | Стиль надгробку | Скульптор                     |
| ------------------ | -------------------- | --------------- | ----------------------------- |
| У. Рюнінг          | 1594                 | Ренесанс        | Г.фон Акен                    |
| Понтус Делагарді   | 1595                 | Ренесанс        | Арентой Пассер і його майстри |
| К. фон Тізенхаузен | 1599                 | Ренесанс        | Арентой Пассер і його майстри |
| К. Хорн            | 1601                 | Ренесанс        | Арентой Пассер і його майстри |
| О.фон Юкскюлль     | 1601                 | Ренесанс        | Арентой Пассер і його майстри |
| Р. Розенкранц      | 1623                 | Ренесанс        | Арентой Пассер і його майстри |
| Т. Рамм            | 1632                 | Ренесанс        | Арентой Пассер і його майстри |
| І. Хафстер         | 1676                 | Бароко          | Н. Мілііх                     |
| Ф. фон Ферзена     | Кінець XVII століття | Бароко          | І. Г. Штоккенберг             |
| О. В. фон Ферзена  | Кінець XVII століття | Бароко          | І. Г. Штоккенберг             |
| О. Р.фон Таубе     | Кінець XVII століття | Бароко          | І. Г. Штоккенберг             |
| С. Грейг           | 1788                 | Класицизм       | Джакомо Кваренгі              |
| І. Крузенштерн     | 1848                 | Псевдоготика    | І. Г. Екснер                  |

## Ресурси Інтернету
- http://www.baltkurort.ru/estonia/showplaces/sobor [Архівовано 4 жовтня 2009 у Wayback Machine.]
- http://kirikud.muinas.ee/index.php?page=10&subpage=849 [Архівовано 8 березня 2016 у Wayback Machine.]
- http://www.eelk.ee/~eelk109/ajalugu.htm [Архівовано 9 травня 2010 у Wayback Machine.]
- http://www.eelk.ee/u-kellaplaat.html [Архівовано 31 березня 2008 у Wayback Machine.]